# 内雷乌总统镇
内雷乌总统镇是巴西圣卡塔琳娜州的一个市镇。总面积224.672平方公里，总人口2259人，人口密度10.1人/平方公里。